# Egilnuten
Egilnuten är en bergstopp i Antarktis. Den ligger i Östantarktis. Norge gör anspråk på området. Toppen på Egilnuten är 2 640 meter över havet.
Terrängen runt Egilnuten är varierad. Trakten är obefolkad. Det finns inga samhällen i närheten. 